# Lygophis meridionalis
Lygophis meridionalis — вид змій родини полозових (Colubridae). Мешкає в Південній Америці.

## Поширення і екологія
Lygophis meridionalis мешкають в центральній і південно-східній Бразилії, в Болівії і Парагваї та на півночі Аргентини. Вони живуть на сухих луках і в саванах.